# 内川村 (秋田県)
内川村（うちかわむら）は、秋田県中央部に位置していた村。村が内川川流域にあることからこの村名がついた。

## 歴史
- 1889年4月1日 - 町村制施行により、浅見内村，小倉村，黒土村，湯ノ又村が合併して誕生。
- 1955年3月31日 - 五城目町、大川村、馬場目村、富津内村と合併して五城目町となった。